# Кахан, Ицхак
Ицха́к Ка́хан (вариант транскрипции — Каган, ивр. יצחק כַּהַן‎ Ицха́к Ка́hан; 15 ноября 1913, Броды, Галиция, Австро-Венгрия (ныне Украина) — 24 апреля 1985, Израиль) — судья Верховного суда Израиля в период с 1970 по 1983 год (с 1982 года — 6-й Председатель Верховного суда Израиля). Известен как глава израильской следственной комиссии по расследованию обстоятельств резни в Сабре и Шатиле («Комиссии Ка́хана»).

## Биография

### Семейная история и ранние годы
Ицхак Кахан родился 15 ноября 1913 года в городе Броды, Галиция, в семье Биньямина Зеэва Каханы и его жены Хаи Эйдле (урождённой Попперс).
По отцовской линии семья Кахана уходила корнями в известную раввинскую династию Кахана-Хеллер. Отец Ицхака Кахана, Биньямин Зеэв (Вавчи) Кахана, родился в семье Шмуэля Занвиля Каханы и Перль (урождённой Вайнбергер). Шмуэль Занвиль Кахана в свою очередь был сыном Кальмана Каханы, состоятельного филантропа и одного из ближайших сподвижников раввина Хаима Хальберштама, основателя двора цанзских хасидов. Кальман Кахана был внуком Йехуды Хеллера-Каханы, раввина города Сигет в Австро-Венгрии (ныне в Румынии), создателя трактата «Кунтрас ха-Сфекот» о доказательствах в разрешении гражданских споров на основании еврейского права и трактата «Трумат ха-Кери» с комментариями к кодексу «Шулхан арух». Дедом Йехуды Хеллера-Каханы был выдающийся раввин Йом-Тов Липман Хеллер, и генеалогическая линия семьи ведёт далее до Раши.
Мать Ицхака Кахана, Хая Эйдл, была дочерью раввина и лингвиста Ицхака Айзека Попперса, одного из самых состоятельных евреев города Броды.
Вследствие начала Первой мировой войны семья Ицхака Кахана переехала во Львов, где его отец стал одним из лидеров еврейской общины и вице-председателем местного центра ультраортодоксального движения «Агудат Исраэль».
В 1931 году Ицхак Кахан окончил учёбу в еврейской гимназии в Львове. В 1935 году окончил учёбу на факультетах юриспруденции и экономики Львовского университета имени Яна Казимира и в этом же году репатриировался в Палестину и поселился в Хайфе.
Работал бухгалтером и в 1938 году поступил на практику в контору адвокатов Шимона Аграната (в дальнейшем Председатель Верховного суда Израиля) и Яакова Ха-Леви. После назначения Аграната на должность судьи в Хайфском мировом суде Кахан занял его место в качестве партнёра адвоката Ха-Леви в конторе.
Во время Войны за независимость Израиля был призван на службу в Армии обороны Израиля и с июня 1948 по апрель 1949 года служил защитником в Военной прокуратуре.

### Период судебной практики
В 1950 году Кахан был назначен на должность судьи в Хайфском мировом суде, а в 1953 году — на должность судьи в Хайфском окружном суде.
Также преподавал административное право в Университете имени Бар-Илана и в Университетском институте Хайфы (в дальнейшем ставшем Хайфским университетом).
В сентябре 1969 года Кахан был временно назначен на должность судьи в Верховном суде Израиля, с октября 1970 года назначение получило постоянный характер. Назначение Кахана, религиозного ортодоксального еврея, было связано с неписаной традицией поддержания баланса между светскими и религиозными судьями в Верховном суде Израиля: Кахан был назначен в Верховный суд на смену уходящему в отставку судье Биньямину Ха-Леви.
В 1981 году Кахан был назначен заместителем Председателя Верховного суда, а 30 апреля 1982 года — Председателем (Президентом) Верховного суда, сменив на посту Председателя Моше Ландау.
Вышел в отставку в ноябре 1983 года при достижении установленного законом возраста 70 лет.

### «Комиссии Кахана»
Ицхак Кахан стоял во главе трёх общественных комиссий, каждая из которых получила название «Комиссия Ка́хана» (ивр. ועדת כַּהַן‎).

#### Комиссия по вопросу использование полиграфа
21 марта 1978 года Кахан возглавил комиссию, назначенную министром юстиции Израиля для проверки аспектов, связанных с использованием полиграфа («детектора лжи»). Комиссия представила свой отчёт 29 октября 1980 года.
Выводы комиссии гласили, что утверждения о точности полиграфа остались в большей мере не обоснованы, и поэтому следует воздерживаться от допущения результатов проверки на полиграфе (равно как и данных о согласии или несогласии пройти такую проверку) в качестве доказательства в рамках судебного процесса. При этом комиссия допускала возможность прибегнуть к результатам проверки на полиграфе в процедуре тестирования при приёме на работу, в принятии решений при расследовании, предшествующему суду, в разбирательстве в административных и квази-юридических трибуналах, а также в судебном разбирательстве в сфере гражданского права (при согласии на то обеих сторон).
Комиссия также определила необходимость лицензирования деятельности специалистов по проверке на полиграфе.

#### Комиссия по вопросу защиты частной жизни
20 августа 1974 года Кахан возглавил комиссию, назначенную министром юстиции Израиля для проверки необходимых законодательных мер для защиты неприкосновенности частной жизни.
В отчёте, поданном 8 октября 1976 года, комиссия представила законопроект Закона о защите неприкосновенности частной жизни (ивр. חוק הגנת הפרטיות‎), который был в дальнейшем принят кнессетом 23 февраля 1981 года.

#### Комиссия по расследованию событий в Сабре и Шатиле
В соответствии с решением правительства от 28 сентября 1982 года Кахан был назначен главой следственной комиссии по расследованию обстоятельств резни в Сабре и Шатиле, палестинских лагерях беженцев в западном Бейруте, с 16 по 18 сентября 1982 года, в период Гражданской войны в Ливане. Честность и прямота Кахана, снискавшие ему репутацию принципиального и объективного судьи, определили его главным претендентом на пост главы комиссии.
Именно эта должность принесёт Кахану всемирную известность, и именно в отчёте этой комиссии Кахан, за свою судейскую карьеру избегавший высказываний идеологического толка, не напрямую связанных с формальными правовыми положениями, разовьёт понятие моральной и общественной (в отличие от юридической) ответственности за халатное упущение должностных лиц.
В отчёте, подписанном 7 февраля 1983 года, комиссия, с одной стороны, признала прямую ответственность ливанских христиан-фалангистов за резню мирных палестинских граждан в лагерях беженцев, но, с другой стороны, руководствуясь принципом моральной ответственности, возложила косвенную ответственность за допущение резни, вследствие ряда халатных действий и упущений, на высших политических и военных руководителей Израиля.
Отчёт комиссии вызвал волну антиправительственного протеста в израильском обществе и ознаменовал, в конечном счёте, отставку правительства Менахема Бегина в сентябре 1983 года.

### После выхода в отставку
Последние годы жизни после выхода в отставку Кахан избегал общения с прессой.
В иске о клевете, поданном Ариэлем Шароном против журнала «Тайм», Кахан представил письменное заверение, в котором сообщил, что секретное приложение отчёта «Комиссии Кахана» не содержит сведений о предварительной договорённости Шарона с христианами-фалангистами о совершении резни в Сабре и Шатиле, как утверждалось в журнале.
В последние годы жизни был почётным президентом некоммерческой организации «Движение за добрый Эрец-Исраэль» (ивр. התנועה למען ארץ ישראל טובה‎); в течение нескольких лет после смерти Кахана его именем называлась премия «Почтение к ближнему», выдававшаяся организацией за выдающиеся достижения в продвижении терпимости в израильском обществе.
В 1989 году в честь Кахана была выпущена «Книга Кахана», в которую были включены речи в память о Кахане, отчёты комиссий, которые возглавлял Кахан, и академические статьи в различных областях права.
В 2008 году именем Кахана была названа улица в комплексе Верховного суда Израиля в Иерусалиме.

### Личная жизнь
В 1938 году женился на Адине (урождённой Яакоби), у пары родились сын Элиэзер и три дочери: Рут (в замужестве Зоненфельд), Наоми (в замужестве Чизик) и Хава.
Единственный сын Кахана, Элиэзер (Элико), погиб 21 августа 1969 года, подорвавшись на мине около Суэцкого канала во время военной службы в бронетанковых войсках в период Войны на истощение.
Брат Кахана, Калман Кахана (ивр. קלמן כהנא‎), был активистом ультраортодоксальной религиозной партии «Агудат Исраэль», членом кнессета с 1-го по 9-й созыв и заместителем министра образования от этой партии.
Кахан скончался от сердечного приступа 24 апреля 1985 года.

## Характеристика судебной практики
Судебные постановления Кахана отражали свойства его личности: крайняя скромность и сдержанность выдающиеся аналитические способности, а также практический подход.
В своих постановлениях Кахан придерживался, в целом, консервативных взглядов, избегая, как правило, аргументации, построенной на идеологической основе.
Так, например, Кахан придерживался мнения о необходимости расширения практики обращения к еврейскому религиозному праву в качестве дополнительного источника толкования израильского права, однако редко давал своему личному мировоззрению повлиять на исход (и даже на аргументацию) своих постановлений. Помимо прочего, признав обязанность мужчины оплачивать алименты на ребёнка, родившегося у его бывшей жены во время их брака с применением донорской спермы, Кахан вовсе не уделил в своём постановлении внимания религиозной контроверсии о самой допустимости практики искусственного оплодотворения. В другом деле Кахан признал право гражданина на указание еврейской национальности своих детей, родившихся от матери-нееврейки и не являющихся евреями по галахическому определению, в государственном удостоверении личности, постановив, что государственные органы не уполномочены оспаривать заявление гражданина о национальной принадлежности, а сам термин «национальность» в светском законодательстве, регулирующем выдачу удостоверения личности, следует толковать на основании принципов светского, а не религиозного, права.
Консервативность Кахана выражалась и в его подходе к вопросу судебного правотворчества, однако не носила догматический характер, и за Каханом числится и ряд новшеств в судебной практике Верховного суда, как, например, признание пригодности к судебному рассмотрению петиции против квази-юридической деятельности кнессета или отмена основополагающей до тех пор классификации общего (британского) административного права, разделяющего неправомерные административные акты на ничтожные (англ. void) и оспоримые (англ. voidable).
Был известен также своим постановлением от 6 июня 1980 года отклонить апелляцию Меира Кахане и Баруха Бен-Йосефа против ордера на административный арест, выданного по подозрению в планировании терактов, направленных против арабского населения.